# Großsteingrab Anloo-Zuid
Das Großsteingrab Anloo-Zuid ist eine megalithische Grabanlage der jungsteinzeitlichen Westgruppe der Trichterbecherkultur bei Anloo, einem Ortsteil von Aa en Hunze in der niederländischen Provinz Drenthe. Das Grab trägt die Van-Giffen-Nummer D11.

## Lage
Das Grab befindet sich im Evertsbos, einem Waldgebiet südlich von Anloo direkt an einem Waldweg. In der näheren Umgebung gibt es mehrere weitere Großsteingräber: 2 km südsüdöstlich befindet sich das Großsteingrab Eext-Es (D12) und 2,5 m südsüdöstlich das Treppengrab von Eext (D13).

## Forschungsgeschichte

### 18. und 19. Jahrhundert
Das Grab wurde erstmals 1711 von Ludolf Smids erwähnt. Willem Pleyte, Kurator der Sammlung niederländischer Altertümer im Rijksmuseum van Oudheden in Leiden, unternahm 1874 zusammen mit dem Fotografen Jan Goedeljee eine Reise durch Drenthe und ließ dort erstmals alle Großsteingräber systematisch fotografieren. Auf Grundlage dieser Fotos fertigte er Lithografien an. Conrad Leemans, Direktor des Rijksmuseums, unternahm 1877 unabhängig von Pleyte eine Reise nach Drenthe. Jan Ernst Henric Hooft van Iddekinge, der zuvor schon mit Pleyte dort gewesen war, fertigte für Leemans Pläne der Großsteingräber an. Leemans’ Bericht blieb allerdings unpubliziert. 1878 erfolgte eine Untersuchung durch William Collings Lukis und Henry Dryden, die auf Anregung von Augustus Wollaston Franks die Provinz Drenthe bereisten und dabei sehr genaue Grundriss- und Schnittzeichnungen von 40 Großsteingräbern anfertigten. Die dabei gemachten Funde befinden sich heute im British Museum.

### 20. und 21. Jahrhundert
Zwischen 1904 und 1906 dokumentierte der Mediziner und Amateurarchäologe Willem Johannes de Wilde alle noch erhaltenen Großsteingräber der Niederlande durch genaue Pläne, Fotografien und ausführliche Baubeschreibungen. Seine Aufzeichnungen zum Grab von Anloo-Zuid sind allerdings verloren gegangen. 1918 dokumentierte Albert Egges van Giffen die Anlage für seinen Atlas der niederländischen Großsteingräber. 1952 wurde das Grab restauriert. Seit 1978 ist die Anlage ein Nationaldenkmal (Rijksmonument). 2017 wurde die Anlage zusammen mit den anderen noch erhaltenen Großsteingräbern der Niederlande in einem Projekt der Provinz Drente und der Reichsuniversität Groningen von der Stiftung Gratama mittels Photogrammetrie in einem 3D-Atlas erfasst.

## Beschreibung
Bei der Anlage handelt es sich um ein ostsüdost-westnordwestlich orientiertes Ganggrab. Eine steinerne Umfassung konnte nicht festgestellt werden. Die Grabkammer hat eine Länge von 9,4 m und eine Breite von 3,7 m. Sie besitzt fünf Wandsteinpaare an den Langseiten und je einen Abschlussstein an den SchmalseitenVon den ursprünglich fünf Decksteinen fehlt der westlichste. Die erhaltenen Decksteine liegen alle auf den Wandsteinen auf. An der Mitte der südlichen Langseite befindet sich der Zugang zur Kammer. Diesem war ursprünglich ein Gang aus zwei Wandsteinen vorgelagert, von denen nur noch einer vorhanden ist. Das Standloch des fehlenden Gangsteins wurde mit Beton ausgegossen.